# Demonstração do valor adicionado
A Demonstração do Valor Adicionado visa mensurar o valor da riqueza gerada pela companhia, a sua distribuição entre os elementos que contribuíram para a geração dessa riqueza, tais como empregados, financiadores, acionistas, governo e outros, bem como a parcela da riqueza não distribuída. Sua origem passa a ser instrumento mandatório nas empresas Europeias, devido a uma obrigação que nasceu na França.

## Objetivo
O objetivo deste Pronunciamento Técnico é estabelecer critérios para elaboração e divulgação da Demonstração do Valor Adicionado (DVA), a qual representa um dos elementos componentes do Balanço Social e tem por finalidade evidenciar a riqueza criada pela entidade e sua distribuição, durante determinado período. Sua elaboração deve levar em conta o Pronunciamento Conceitual Básico deste CPC Estrutura Conceitual Básica para a Elaboração e Apresentação das Demonstrações Contábeis ; e seus dados, em sua grande maioria, são obtidos principalmente a partir da Demonstração do Resultado do Exercício.

## Alcance e Apresentação
A entidade deve elaborar a Demonstração do Valor Adicionado (DVA) e apresentá-la como parte integrante das suas demonstrações contábeis divulgadas ao final de cada período.
A elaboração da DVA consolidada deve basear-se nas demonstrações consolidadas e evidenciar a participação dos sócios não controladores conforme modelo apresentado.
A DVA deve proporcionar aos usuários das demonstrações contábeis informações relativas à riqueza criada pela empresa em determinado período, bem como a forma pela qual tais riquezas foram distribuídas.
A distribuição da riqueza criada deve ser detalhada, minimamente, da seguinte forma:
a) pessoal e encargos; 
b) impostos, taxas e contribuições;
c) juros e aluguéis; 
d) juros sobre o capital próprio (JSCP) e dividendos; 
e) lucros retidos/prejuízos do exercício.

## Características das informações da DVA
A DVA está fundamentada em conceitos macroeconômicos, buscando apresentar, eliminados os valores que representam dupla-contagem, a parcela de contribuição que a entidade tem na formação do Produto Interno Bruto (PIB) do país onde essas operações estiverem sendo realizadas.
A ciência econômica, para cálculo do PIB, baseia-se na produção, enquanto a contabilidade utiliza o conceito contábil da realização das receitas, isto é, baseia-se no regime contábil de competência. Admitindo-se a inexistência de estoques inicial e final,os valores encontrados com a utilização de conceitos econômicos e contábeis tenderão a convergir.
Para os investidores e outros usuários, essa é uma demonstração que proporciona o conhecimento de informações de natureza econômica e social e oferece a possibilidade de uma melhor avaliação das atividades da entidade dentro da sociedade que a abriga. A decisão de recebimento por uma comunidade (Município, Estado e a própria Federação) de um investimento poderá ter nessa demonstração um instrumento de extrema utilidade e com informações que a demonstração de resultados por si só não é capaz de oferecer. 

## O caso especial das instituições financeiras bancárias
Há uma forma diferenciada na elaboração da DVA reconhecida internacionalmente: no caso das instituições financeiras bancárias, as despesas com a remuneração da captação de recursos são dadas como de natureza operacional e consideradas como redutoras das receitas pela aplicação dos recursos; e esse diferencial, que é o Resultado da Intermediação Financeira, é considerado como Geração de Recursos. Nas demais entidades, as receitas financeiras são valor adicionado recebido em transferência e as despesas financeiras são distribuição do valor adicionado. Nas instituições financeiras bancárias, portanto, ambos os valores são juntados e o saldo líquido é considerado geração de recursos.